# Консейсан-ду-Риу-Верди
Консейсан-ду-Риу-Верди (порт. Conceição do Rio Verde) — муниципалитет в Бразилии, входит в штат Минас-Жерайс. Составная часть мезорегиона Юг и юго-запад штата Минас-Жерайс. Входит в экономико-статистический микрорегион Сан-Лоренсу. Население составляет 13 604 человека на 2006 год. Занимает площадь 370,040 км². Плотность населения — 36,8 чел./км².
Праздник города — 30 августа.

## История
Город основан в 1732 году.

## Статистика
- Валовой внутренний продукт на 2003 год составляет 47 883 162,00 реалов (данные: Бразильский институт географии и статистики).
- Валовой внутренний продукт на душу населения на 2003 год составляет 3685,02 реалов (данные: Бразильский институт географии и статистики).
- Индекс развития человеческого потенциала на 2000 год составляет 0,747 (данные: Программа развития ООН).

## География
Климат местности: горный тропический.